# Milady Horákové (Praha)
Ulice Milady Horákové v Praze je významná komunikace na hranici pražských Hradčan, Střešovic, Dejvic, Bubenče a Holešovic. Prochází západovýchodním směrem, na křižovatce s ulicí U Brusnice navazuje na ulici Patočkovu, přes křižovatku Špejchar, Letenské náměstí na Strossmayerovo náměstí, prochází tedy přes celou letenskou pláň.
V roce 1990 byla přejmenována ze třídy Obránců míru na Milady Horákové, podle advokátky popravené v 50. letech. Ulicí je vedena dvoukolejná tramvajová trať Strossmayerovo náměstí – Hradčanská – Malovanka pražské MHD. V současnosti[kdy?] trpí dopravními zácpami, řešenými stavbou tunelu Blanka a v dolní části odkloněním automobilové dopravy z Letenského náměstí do Veletržní ulice.

## Historie
Ze silnice osady Ovenec se v 18. století vyvinula páteřní komunikace předměstských osad Holešovice a Bubny, které byly sloučeny a roku 1884 připojeny k Praze, což vyvolalo úpravu silnice na městskou ulici a stavební boom. Od roku 1888 do roku 1940 a od roku 1945 se nazývala Belcrediho třída na památku českého místodržitele a ministra Richarda Belcrediho. Za okupace se jmenovala Letenská (německy: Sommerbergstraße), od června roku 1947 Krále Jiřího VI. (jako projev vděku Velké Británii za účast v boji o osvobození Evropy) a od roku 1951 až do roku 1990 Obránců míru.
Na dětská léta zde prožitá vzpomínal spisovatel Václav Čtvrtek v knížce Z dětství i jinak.
Dne 10. července 1973 Olga Hepnarová na tramvajové zastávce Strossmayerovo náměstí zabila 8 lidí.

## Úřední a obchodní budovy
- Budova Ministerstva vnitra České republiky, čp. 1489/VII postavena 1935–1939, projekt arch. Kamil Roškot, Josef Kalous a Jan Zázvorka, lidově přezdívaná kachlíkárna. Památkově chráněný dominantní objekt na okraji Letenské pláně[5], druhá budova dostavěna po roce 1989.
- Hotel Belvedere - funkcionalistická budova ze 30. let 20. století, sloužící nepřetržitě svému účelu
- Obchodní dům Letná, dříve Brouk a Babka, nyní administrativní a nájemní budova
- Erhartova cukrárna - podnik se stylovým funkcionalistickým interiérem, otevřený roku 1937, činžovní dům čp. 387/VIII, návrh arch. Evžen Rosenberg, od roku 1993 zapsán v seznamu nemovitých kulturních památek[6] a po roce 1995 prošel rekonstrukcí
- Obvodní pošta a telefonní ústředna čp. 383/VII, 1929-1931, návrh arch. Ladislav Machoň, budova památkově chráněná[7]
- Budova Národního archivu, původně Korunní archiv země České, čp. 133/VII, pozměněná realizace původního projektu arch. Jaroslava Fragnera; archivní fondy státní správy a klášterů, badatelna a knihovna.
- Bývalá Letenská kavárna - nárožní prostory v přízemí Molochova do Letenského náměstí - místo setkávání umělců 30.- 80. let 20. století, nyní Erotic City
- Velvyslanectví Indické republiky, Milady Horákové 93, čp. 60
- Nárožní budova Milady Horákové 95, čp. 85, podle které křižovatka třídy M. Horákové s Badeniho ulicí nesla označení Špejchar. Původně zde byl městský špejchar, později lidová restaurace Na špejchaře s kioskem a předzahrádkou. Po roce 1991 (již po zániku restaurace) byla budova zakoupena Církví Ježíše Krista Svatých posledních dnů, kiosk byl zbourán a prostor bývalé předzahrádky oplocen.
- Bývalá administrativní budova Škoda Praha Dodavatelsko-inženýrský závod, stavba brutalistického stylu nad stanicí metra Hradčanská, nyní sídlo zdravotních a tělocvičných zařízení

## Obytné domy

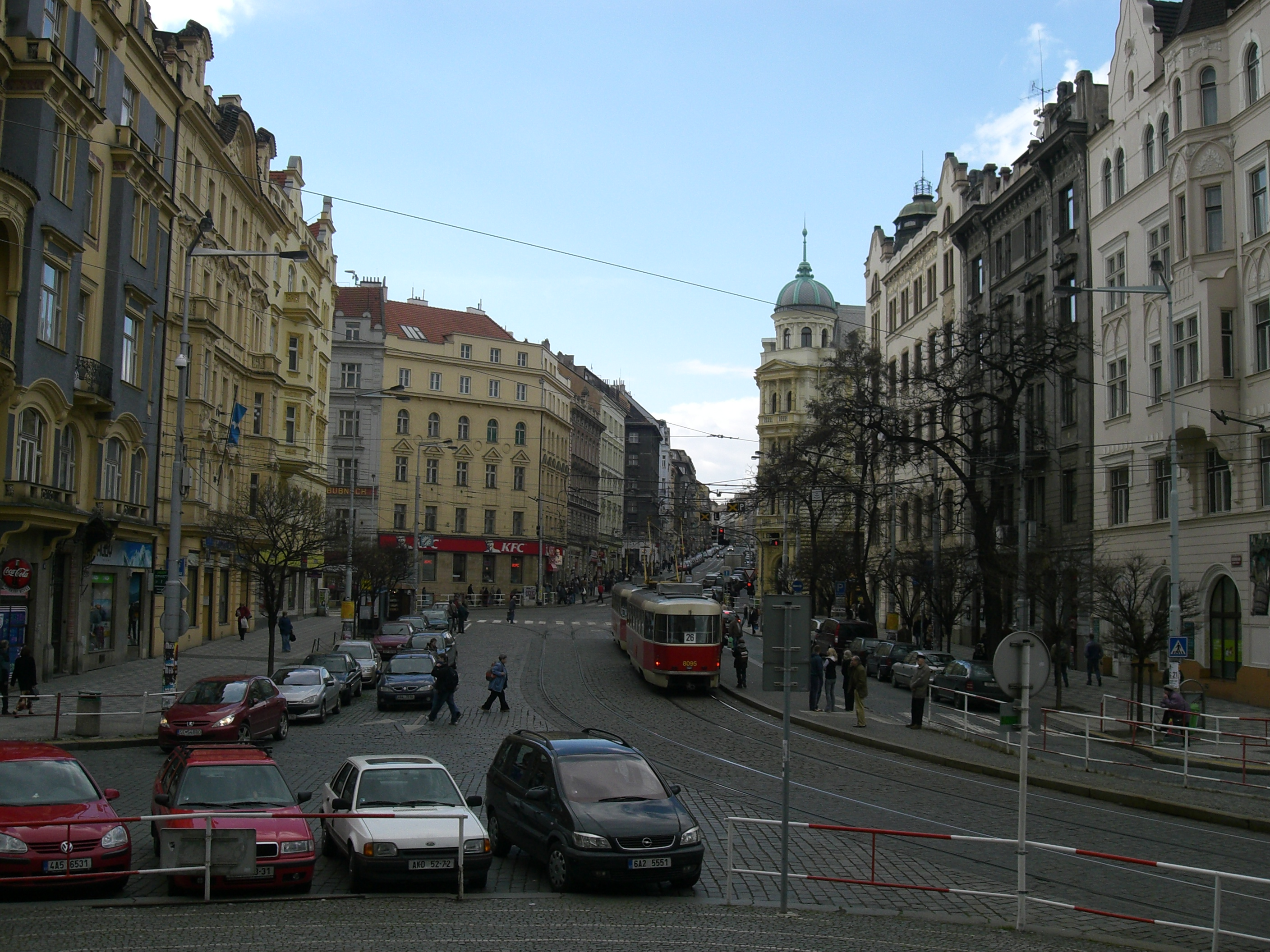
Pohled na Strossmayerovo náměstí směrem od kostela, v pozadí dolní (holešovický) konec ulice Milady Horákové

- Blok 13 luxusních činžovních domů zvaný Molochov (252 metrů dlouhý), funkcionalistická architektura, arch. Josef Havlíček a bratři Kohnové
- Činžovní dům čp. 479/VII, č.o. 75, podle prvního majitele zvaný U Kutílků, na fasádě pamětní deska Karla Kryla.
- Novorenesanční nárožní dům do Haškovy ulice, čp.599/VII, se sochami múz v nikách
- Činžovní dům čp. 612/VII, který si dal postavit řezbář Josef Krejčík, na fasádě sgrafitta podle návrhu Mikoláše Alše
- Činžovní dům čp. 154/VII, bydlel zde malíř Emanuel Krescenc Liška

## Ostatní objekty a místa
(od východu k západu)
- Strossmayerovo náměstí
- Letenský tunel
- Letná
- Stadion Sparty na Letné
- Tramvajová smyčka Špejchar
- Hradčanská (stanice metra)
- Praha-Dejvice (nádraží)
- Tunelový komplex Blanka

## Galerie

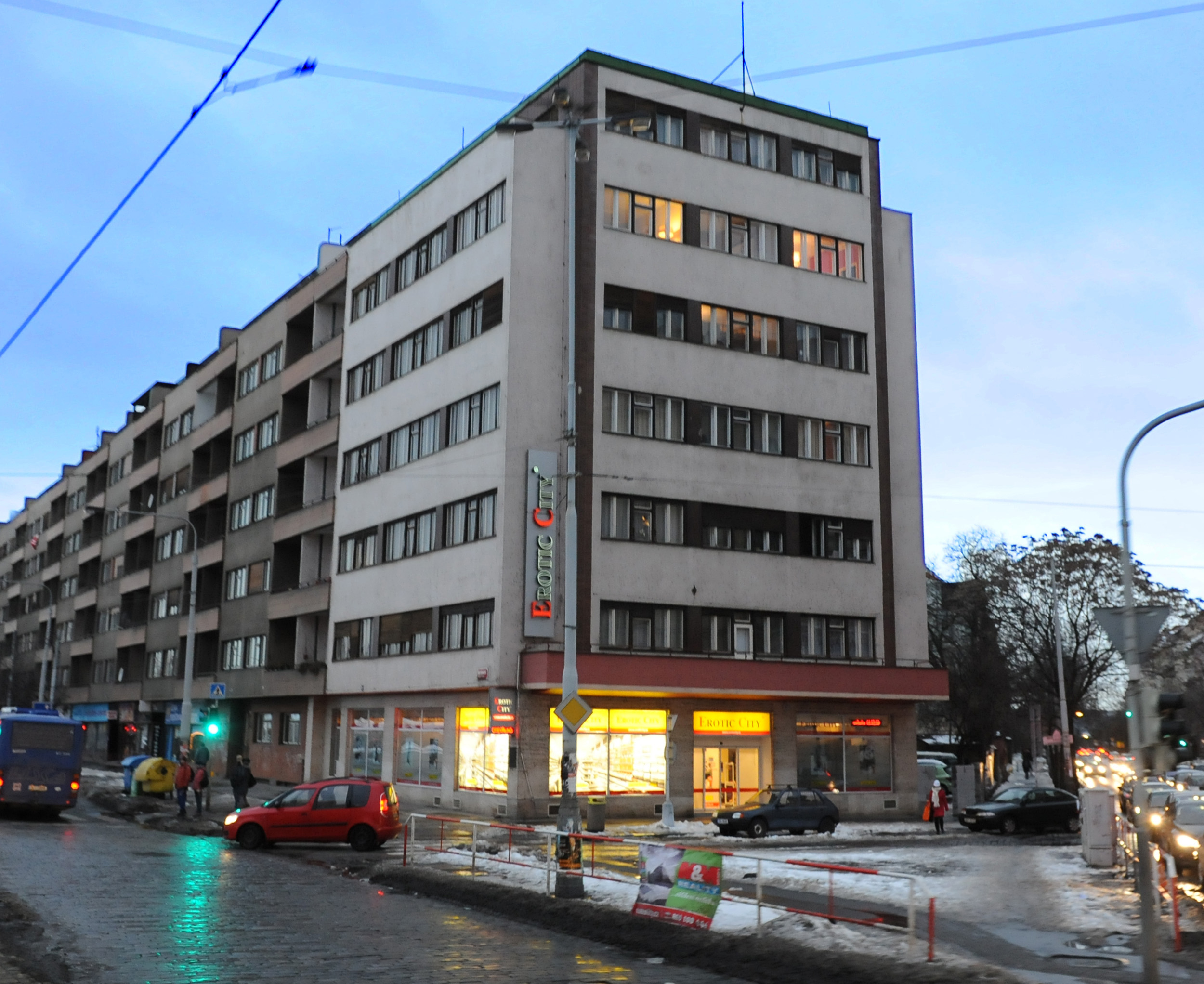
Letenský Molochov, budovy v ul. Milady Horákové
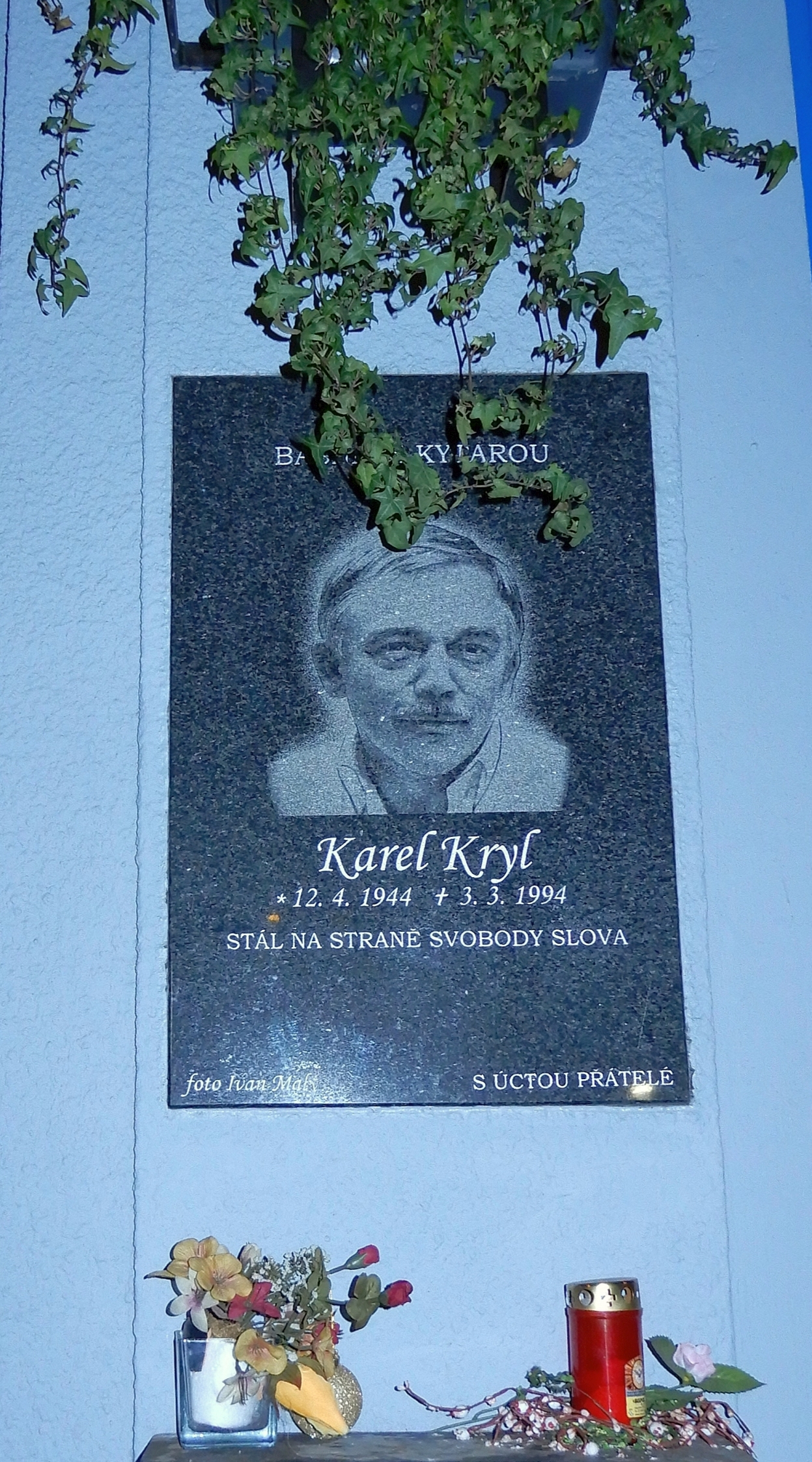
Dům čp. 479-VII, pamětní deska Karla Kryla
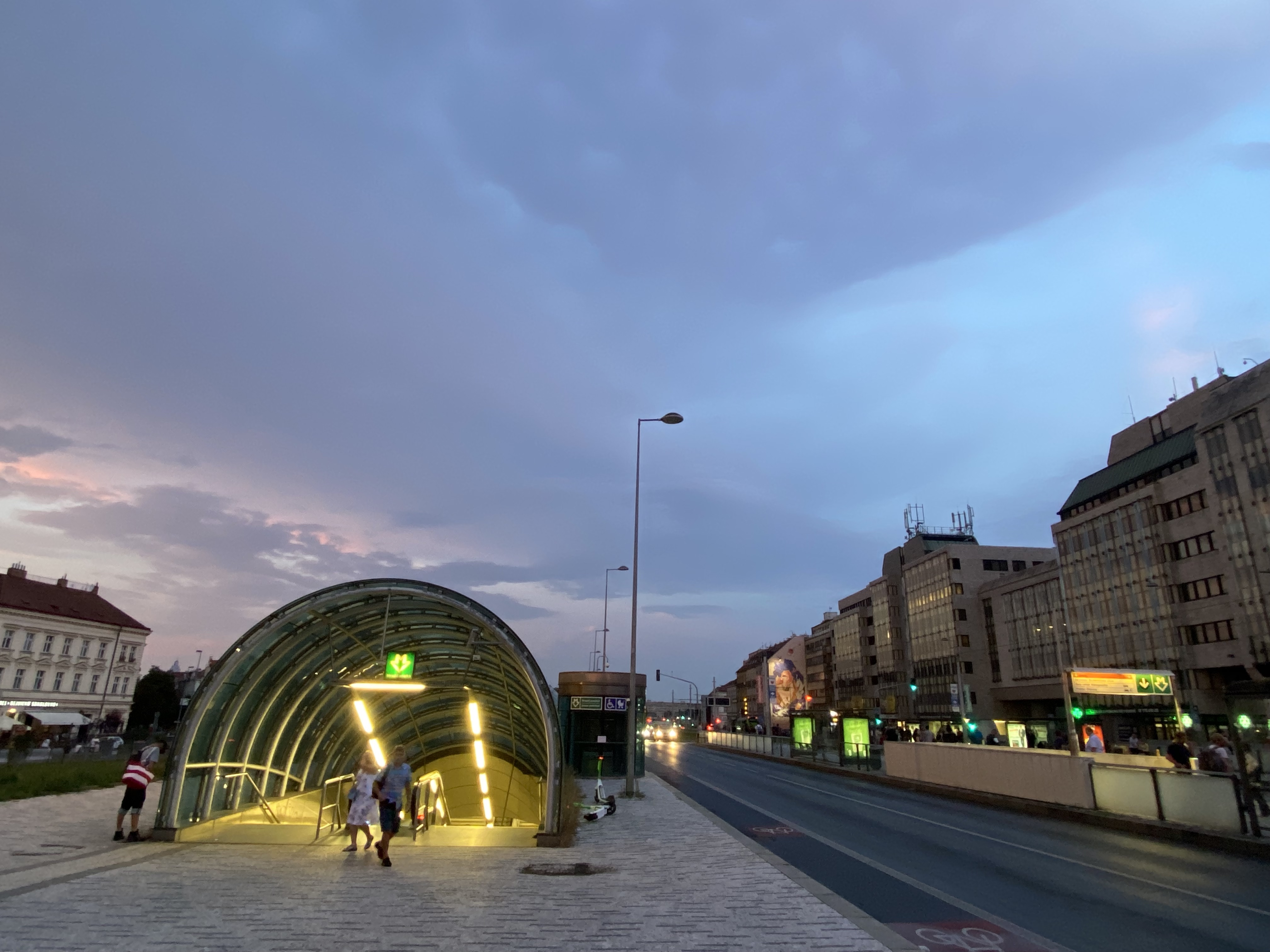
Zastávka metra a tramvaje na Hradčanské, ul. Milady Horákové
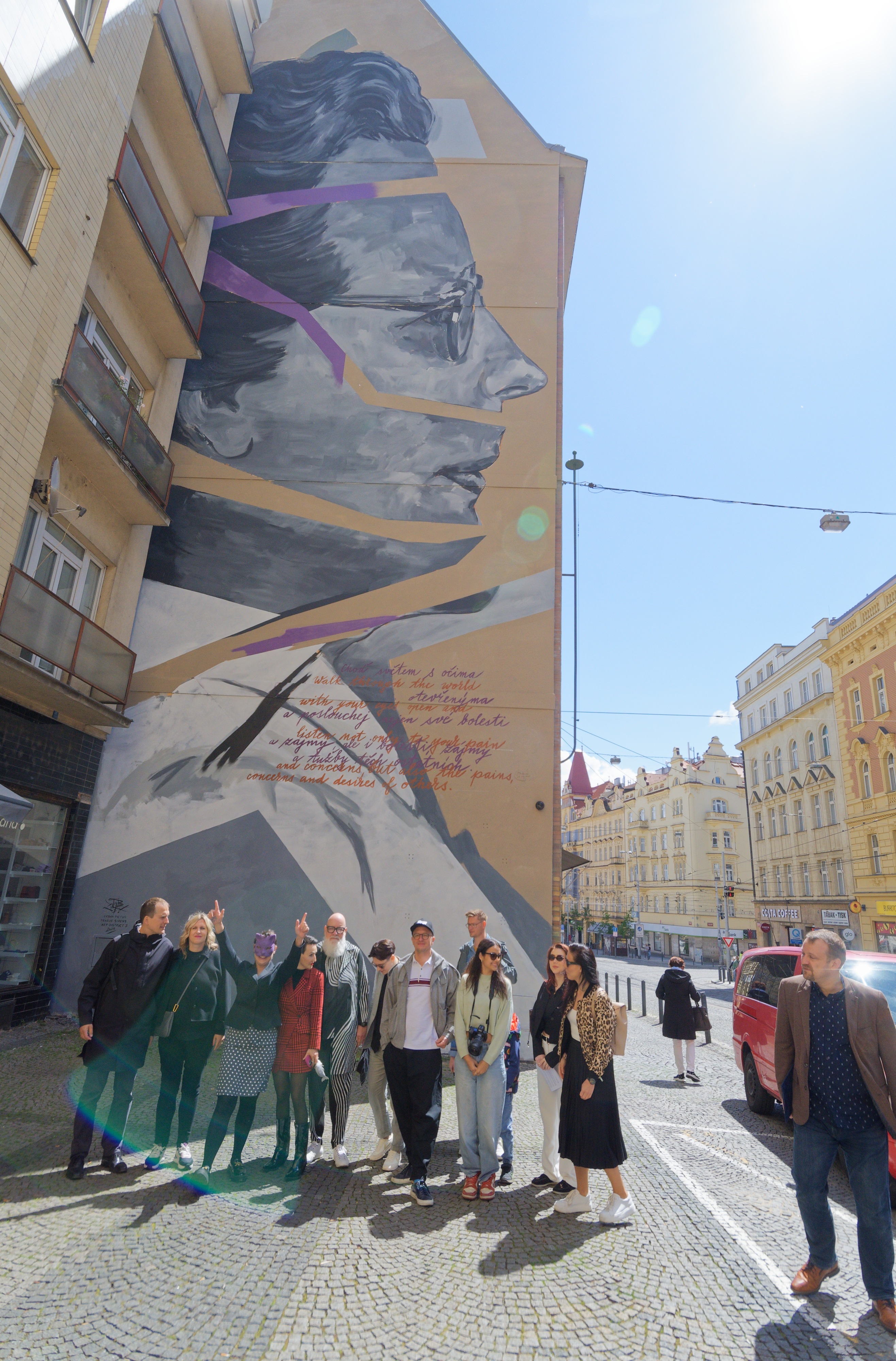
Mural Milada, dílo od Toy_Box na průčelí domu Milady Horákové 690/4 v Holešovicích
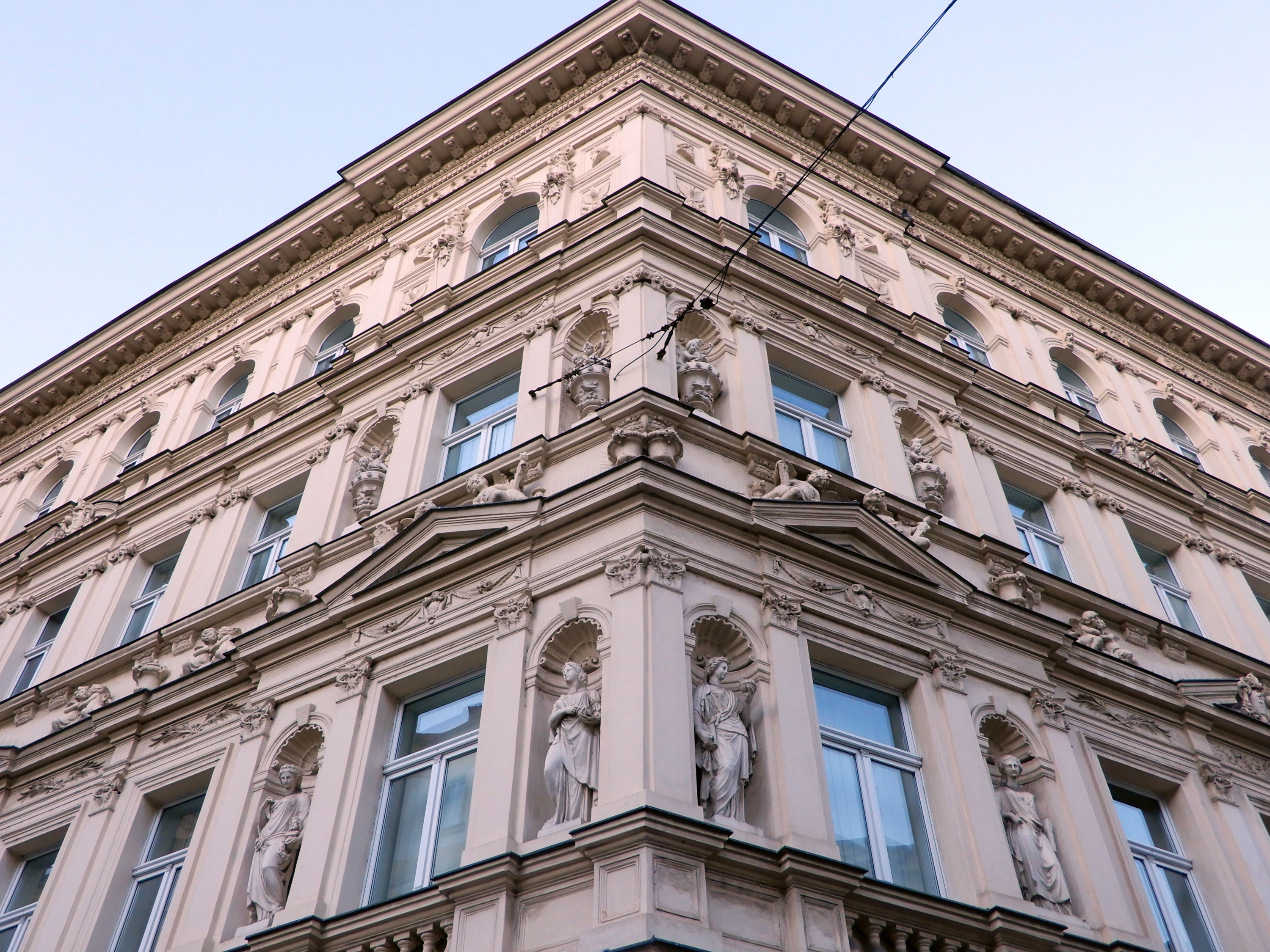
Dům čp. 599-VII, fasáda se sochami múz